# Rectoría de la Asunción de Santa María Malinalco
La Rectoría de la Asunción de Santa María Malinalco es una capilla católica ubicada en la alcaldía Azcapotzalco de la Ciudad de México. En 1986 fue incluida dentro de los monumentos históricos de Azcapotzalco por el Instituto Nacional de Antropología e Historia.

## Historia
La Rectoría de la Asunción de Santa María Malinalco fue construida en el siglo XVII por la Orden de Predicadores. El edificio fue fundado sobre las ruinas de un templo mexica dedicado a Malinalxóchitl, hermana del dios Huitzilopochtli. La capilla fue dedicada a la Asunción de María, aunque su nombre «Malinalco» hace referencia al culto mexica antiguo. Inicialmente fue capilla de visita por parte de los Dominicos, y posteriormente fue ascendida a iglesia parroquial, estableciéndose en ella una rectoría.
En 1967 se restauró la barda del atrio, que se encontraba en riesgo de derrumbe. En 1973 se cambió el piso de la capilla por mosaico y el techo de madera fue reemplazado por concreto armado. También se decoró el exterior del edificio con tezontle rajueleado y se restauró la puerta de la iglesia. En 1979 se renovó el piso de la nave y del presbiterio. El 12 de septiembre de 1986 fue incluida dentro de los monumentos históricos de Azcapotzalco por el Instituto Nacional de Antropología e Historia.

## Estructura
La entrada de la capilla cuenta con un atrio amurallado. La puerta del templo está resguardada por un arco de medio punto apoyado sobre pilastras. El centro de la fachada se encuentra ocupado por un óculo encerrado en cantera. En la parte alta de la fachada se ubica el campanario, compuesto por tres campanas ubicadas dentro de tres arcos de medio punto. El edificio está coronado por una cruz de cantera. La capilla se encuentra dividida en cuatro secciones, marcadas en el interior por arcos de medio punto y en el exterior por contrafuertes. La primera sección corresponde a la entrada del recinto, hecha de una loza de concreto, la segunda y la tercera conforman el cuerpo de la nave, mientras que la cuarta sección corresponde al ábside, el cual es de planta rectangular. La capilla conserva un retablo hecho de cantera adosada.